# 福島慎太郎
福島 慎太郎（ふくしま しんたろう、1907年1月15日 - 1987年4月2日）は、日本の外交官、内閣官房次長、調達庁長官。

## 経歴
東京都出身。礫川小学校、旧制府立五中、旧制一高を経て、東京帝国大学法学部卒。1930年に外務省入りし、英語研修（米国）、フィリピン在勤などを経て1947年から内閣総理大臣秘書官、同年終戦連絡大阪事務局長、1948年の大阪連絡大阪事務局長。同年芦田内閣では内閣官房次長（現在の内閣官房副長官）に就任。
1949年9月に毎日オリオンズ（現在の千葉ロッテマリーンズ）の球団社長となり、1951年からはパシフィック・リーグ会長も兼ねて日本プロフェッショナル野球協約制定の中心役となった。
1953年7月から1955年12月まで調達庁（後の防衛施設庁）長官、国際連合総会政府代表、1956年にジャパンタイムズ社長、1966年に共同通信社社長を歴任し、1981年にパ・リーグ会長代行として球界復帰。1983年にジャパン・タイムズを小笠原敏晶を譲り渡した。
1983年からパ・リーグ会長になるが1987年4月2日に在任のまま80歳で死去。
2000年に野球殿堂入り。